# Rondeletia buxifolia
Espèce
Statut de conservation UICN

 CR B1ab(iii) : 
En danger critique
Rondeletia buxifolia est une espèce de plantes à fleurs de la famille des Rubiaceae.

## Distribution
Cette espèce est endémique de l'ile de Montserrat.

## Description
Cette plante mesure jusqu'à trois mètres.

## Publication originale
- Vahl, 1798 : Eclogae Americanae. vol. 2.